# 레몬 머랭 파이

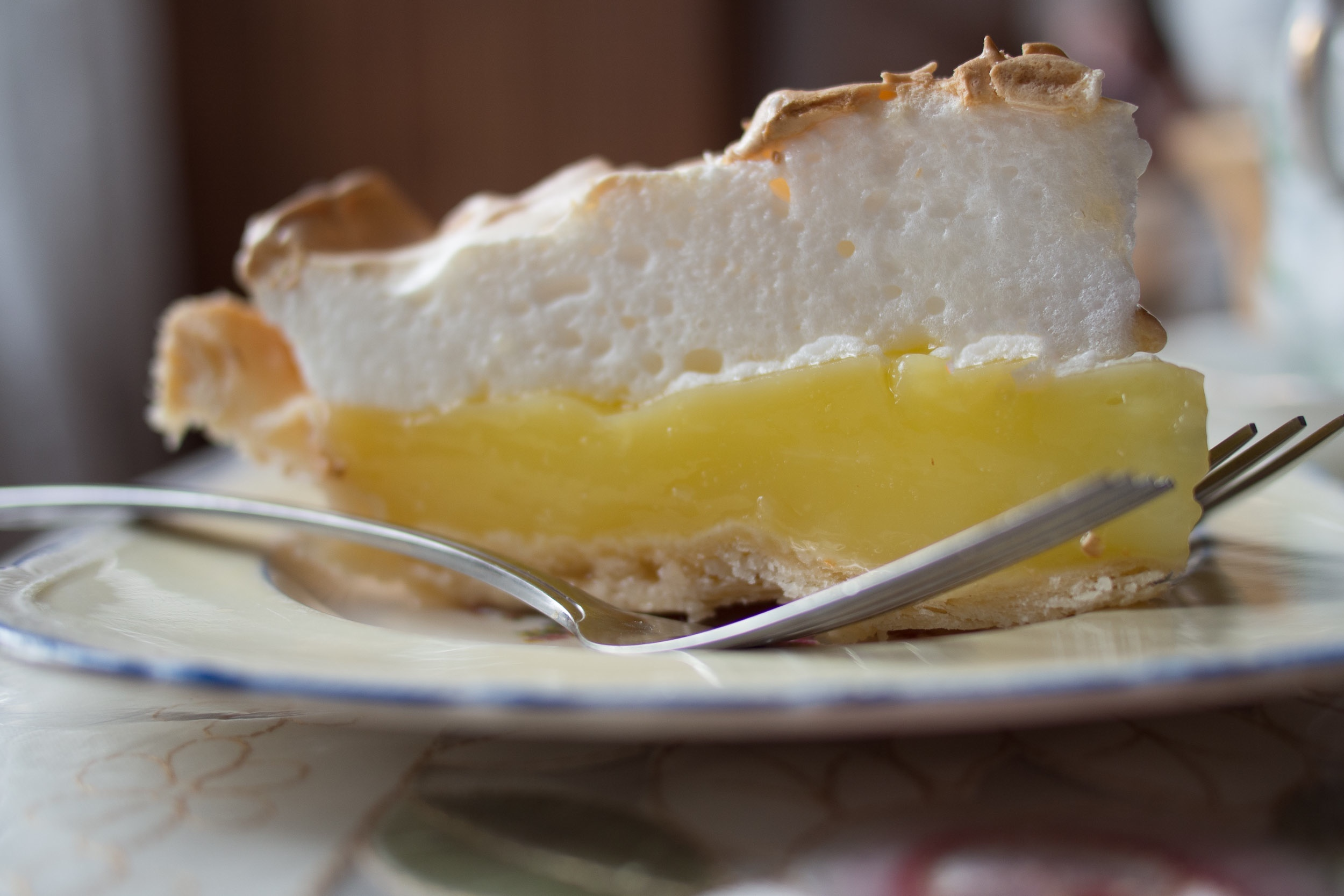
레몬 머랭 파이

레몬 머랭 파이(Lemon meringue pie)는 레몬 커드를 채우고 머랭을 얹은 짧은 페이스트리 베이스로 구성된 디저트 파이이다.